# Стенхаммар, Фредрика
Фредрика Стенхаммар, урождённая Андре (швед. Fredrika Stenhammar; 19 сентября 1836, Висбю — 7 октября 1880, Стокгольм) — шведская оперная певица и композитор.

## Биография
Фредрика Андре родилась 19 сентября 1836 года в Висбю. Её родителями были доктор Андреас Андре и его жена Ловиса Лют. Её сестра, Эльфрида Андре, впоследствии стала известным композитором. Обе девочки получили хорошее образование; их учили языкам и игре на скрипке и арфе. Фредрика рано проявила способности к музыке и начала сочинять собственные композиции, а отец научил её их записывать.
Шведская королевская музыкальная академия в то время не принимала на обучение женщин, поэтому в 1851 году Фредрика поехала учиться в Лейпциг, в музыкальную школу, основанную Феликсом Мендельсоном. Она училась игре на фортепиано, композиции и пению, всё больше склоняясь к карьере оперной певицы. С 1854 по 1855 год Фредрика Андре пела в опере в Дессау, а также участвовала в постановках в Касселе и Лейпциге.
Дебют Фредрики Андре в Швеции состоялся в 1855 году в Королевской опере в Стокгольме, в роли леди Гарриет из оперы Фридриха фон Флотова «Марта». в последующие годы она исполняла ведущие роли в операх Моцарта, Вебера, Мейербера, Буальдьё и Россини. Её сопрано, сформированное немецкой вокальной школой, прекрасно подходило для исполнения опер немецких композиторов, однако ей не всегда удавались колоратурные партии итальянских опер. Зиму 1857—1858 годов она провела в Париже, обучаясь пению и декламации у Жильбера Дюпре.
В 1859 году певица вновь вернулась в стокгольмскую оперу. В 1863 году Фредрика Андре вышла замуж за оперного певца Оскара Фредрика Стенхаммара. В 1866 году у неё родились двое детей, Эльса и Зигфрид. Оперный сезон 1867—1868 года она провела в Копенгагене. С конца 1860-х годов в её репертуаре было около 40-50 ролей. В отличие от многих своих коллег по театру, Фредрика положительно относилась к музыке Рихарда Вагнера и стала первой в Швеции исполнительницей ролей Сенты, Эльзы и Елизаветы в «Летучем голландце», «Лоэнгрине» и «Тангейзере».
В 1864 году Фредрика Стенхаммар стала членом Шведской королевской музыкальной академии. В 1876 году она была награждена Медалью Литературы и искусств. К концу 1870-х годов певица начала терять голос, однако продолжала заниматься преподавательской деятельностью. Она умерла 7 октября 1880 года в Стокгольме.
Композиторское наследие Стенхаммар невелико: оно включает пять песен на стихи немецких поэтов, опубликованные в 1869 году и посвящённые подруге Фредрики, Лауре Нетцель, которая впоследствии также стала композитором.